# Marmur ruinowy

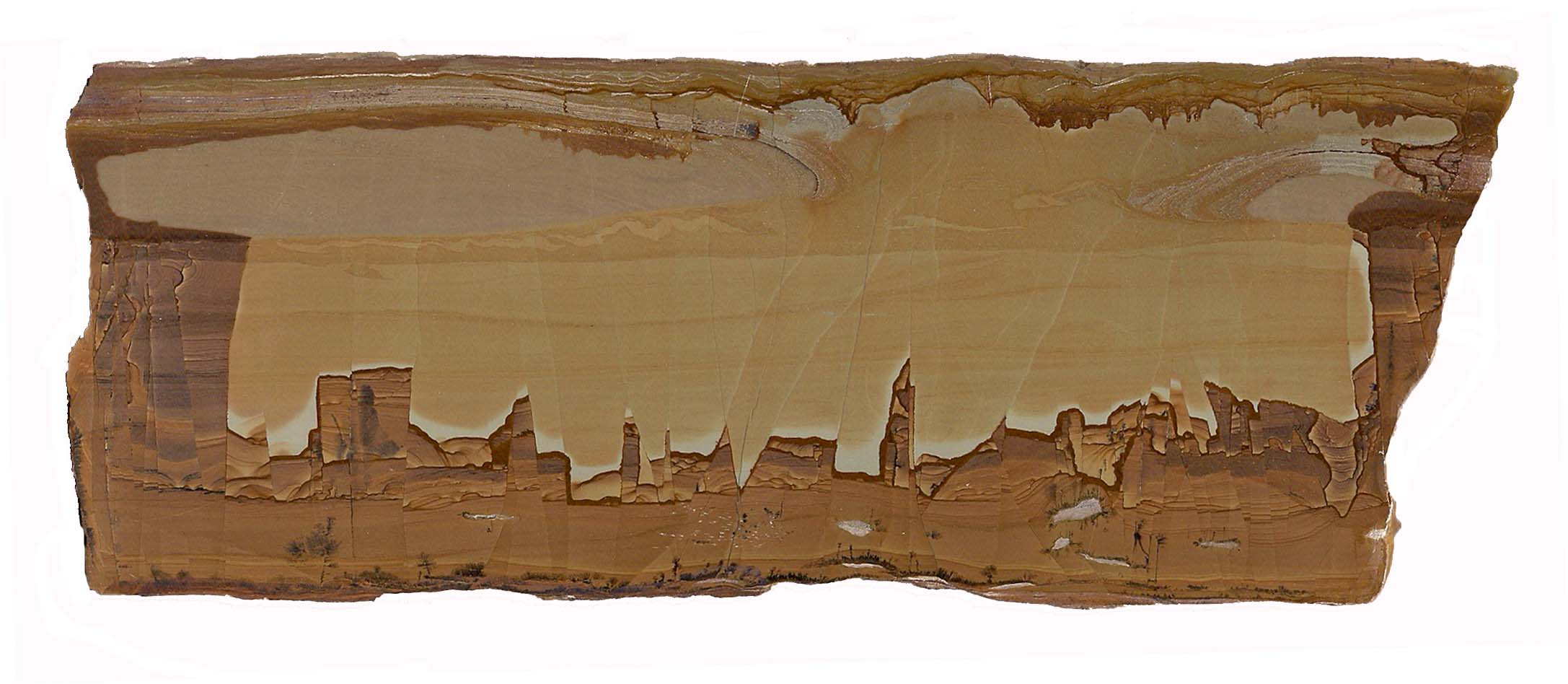
Marmur ruinowy z Florencji

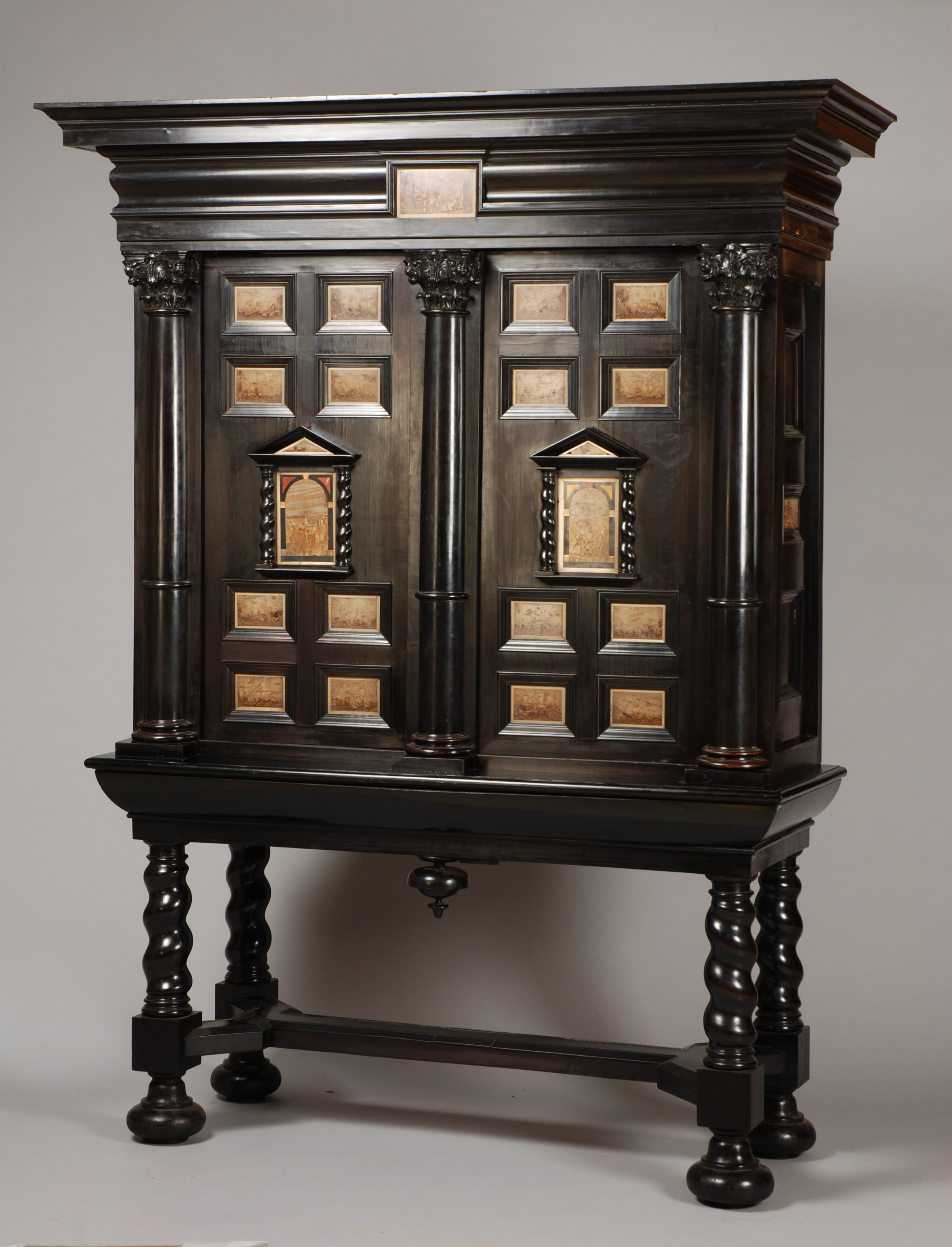
Gabinet z II poł. XVII w. zdobiony płytkami marmuru ruinowego

Marmur ruinowy, marmur krajobrazowy, marmur pejzażowy, marmur obrazkowy – drobnoziarniste skały węglanowe, margle lub marmury zawierające rozbudowany zespół drobnych pęknięć, tworzących naturalnie powstały kolorowy rysunek przypominający ruiny budynków, elementy krajobrazu albo obrazy abstrakcyjne. 
Obecność różnokolorowych warstewek w marmurze ruinowym jest zjawiskiem wtórnym, powstałym w trakcie diagenezy oraz wietrzenia i wynika z wytrącania wodorotlenków i tlenków żelaza, ewentualnie także manganu z infiltrującej skałę wody gruntowej, na zasadzie zbliżonej do formowania się pierścieni Lieseganga. Niektóre odmiany tych skał powstają dzięki metasomatozie zachodzącej w strefie spękań tektonicznych.
Marmury ruinowe występują w wielu regionach, m.in. w słowackiej części Zewnętrznych Karpat Zachodnich , ale światową sławę zdobyły ich wapienne odmiany wydobywane w Apeninach w Toskanii pod nazwą pietra paesina (znane także jako kamień toskański). Podobne odmiany spotyka się też w innych regionach Włoch, m.in. na Elbie i w Prealpach Weneckich. 
Marmur ruinowy stosowano już w budowlach kultury mykeńskiej w starożytnej Grecji, a później użytkowali go Etruskowie. Toskańska odmiana tej skały, pietra paesina, od schyłku XVI w. była jednym ze składników mozaik florenckich, ponadto od XVII w. była szeroko wykorzystywana również jako samodzielna skała ozdobna w sztuce renesansu i baroku. We Francji działała królewska manufaktura powstała z polecenia Ludwika XIV, w której wytwarzano artystyczne dzieła zarówno z polerowanych płytek surowca, jak i uzupełniano je rysunkami. Podobne manufaktury założyli tam kardynałowie Mazarini oraz Richelieu.  
Kamień ten stał się wówczas także obiektem kolekcjonerstwa – znane są płytki tych skał w kunstkamerach z XVII w., m.in. w gdańskim Musaeum Gottwaldianum. Również w późniejszych wiekach był dość często stosowany, m.in. w zdobieniu drogich mebli, w tym secesyjnych. Współcześnie (początek XXI w.) oprócz bycia obiektem kolekcjonerstwa, wyrabia się z niego przedmioty ozdobne, np. naczynia, kasetki oraz płyty okładzinowe na budynki.